# ISO 19011
Die ISO 19011 ist ein Leitfaden zur Auditierung von Managementsystemen, z. B. von Qualitätsmanagementsystemen (ISO 9001), Umweltmanagementsystemen (ISO 14001) und anderen Managementsystemen. Die Norm „ist anwendbar auf alle Organisationen, die interne oder externe Audits von Managementsystemen durchführen oder für das Management eines Auditprogramms verantwortlich sind.“  Dabei sind externe Audits Lieferantenaudits.  Es bleibt jeder Organisation selbst überlassen zu entscheiden, ob und wenn ja welche Teile des Leitfadens für das eigene Unternehmen hilfreich, sinnvoll und umsetzbar sind. 
In Deutschland ist die Norm als DIN-Norm DIN EN ISO 19011 veröffentlicht.
Audits, die von Zertifizierungsgesellschaften mit dem Ziel der Zertifizierung oder Zertifikatsaufrechterhaltung von Managementsystemen durchgeführt werden, werden durch die ISO 19011 nicht geregelt. (Anforderungen an diese Audits sind in der Normenreihe ISO/IEC 17021 festgelegt.)

## Inhaltsverzeichnis
- 1 Anwendungsbereiche
- 2 Normative Verweisungen
- 3 Begriffe
- 4 Auditprinzipien
- 5 Steuerung eines Auditprogramms
- 6 Durchführen eines Audits
- 7 Kompetenz und Beurteilung von Auditoren

## Wesentliche Inhalte
Auditplanung, Auditdurchführung und Auditnachbereitung sollen regelmäßig bewertet werden mit dem Ziel einer kontinuierlichen Verbesserung (KVP).
Als Ergebnis sollen die vorhandenen Ressourcen vorwiegend dort eingesetzt werden, wo Prozesse und Aspekte des Managementsystems wesentlich für den Unternehmenserfolg sind. Es geht also darum, Schwerpunkte zu setzen, wo wesentliche Risiken bestehen, um gezielter und schneller voranzukommen. Anforderungen an die Kompetenzen der Auditoren sollen ermittelt werden, geeignete Auditoren sollen eingesetzt und fortgebildet werden. Unabhängigkeit, Integrität, berufliche Sorgfalt, sachlicher Umgang sind bekannte Anforderungen an Auditoren, auch Vertraulichkeit wird im Leitfaden als wesentliches Kriterium genannt.
Wörtliches Zitat: „Auditoren sollten bei der Verwendung und dem Schutz von Informationen, die sie im Verlaufe ihrer Aufgaben erworben haben, umsichtig sein. Auditinformationen sollten nicht unangemessen zur persönlichen Bereicherung ... verwendet werden, die nachteilig für die berechtigten Interessen der zu auditierenden Organisation ist. Dieses Konzept schließt den ordnungsgemäßen Umgang mit sensiblen, vertraulichen Informationen ein.“
Im Leitfaden ist erstmals auch von „Remote-Auditmethoden“ die Rede. Das sind Verfahren, bei denen eine physische Anwesenheit des Auditors vor Ort nicht erforderlich ist. Dies kann von der Dokumentenprüfung vor dem eigentlichen Auditbeginn reichen bis hin zu Telefoninterviews mit Experten oder Außendienstmitarbeitern. Dabei kann z. B. geprüft werden, ob der Außendienstmitarbeiter tatsächlich auf die gleichen Management-Vorgabedokumente zugreifen kann, wie im Managementsystem vorgegeben.

## Historisches
Ursprünglich wurde das Thema 1990 in der dreiteiligen Normenreihe ISO 10011 unter dem Titel „Leitfaden für das Audit von Qualitätssicherungssystemen …“ veröffentlicht und 2002 in die aktuelle ISO 19011 überführt.
Die Norm ist 2002 unter dem Titel „Leitfaden für Audits von Qualitätsmanagement- und/oder Umweltmanagementsystemen“ erschienen. Im November 2011 wurde eine Neufassung herausgegeben mit einem erweiterten Anwendungsbereich, der nun das Auditieren jeglicher Managementsysteme umfasst.

## Geschichte
| Jahr | Beschreibung             |
| ---- | ------------------------ |
| 1990 | ISO 10011-1 (1. Ausgabe) |
| 2002 | ISO 19011 (2. Auflage)   |
| 2011 | ISO 19011 (3. Auflage)   |
| 2018 | ISO 19011 (4. Ausgabe)   |